# ولیدآباد (کازرون)
ولیدآباد (کازرون)، روستایی از توابع بخش جره و بالاده شهرستان کازرون در استان فارس ایران است.

## جمعیت
این روستا در دهستان جره ، بخش جره و بالاده ، شهرستان کازرون قرار دارد و براساس سرشماری مرکز آمار ایران در سال ۱۳۹۵، جمعیت آن ۹۰ نفر (۲۶ خانوار) بوده‌ است.